# Gasthof Zur Nachtigall

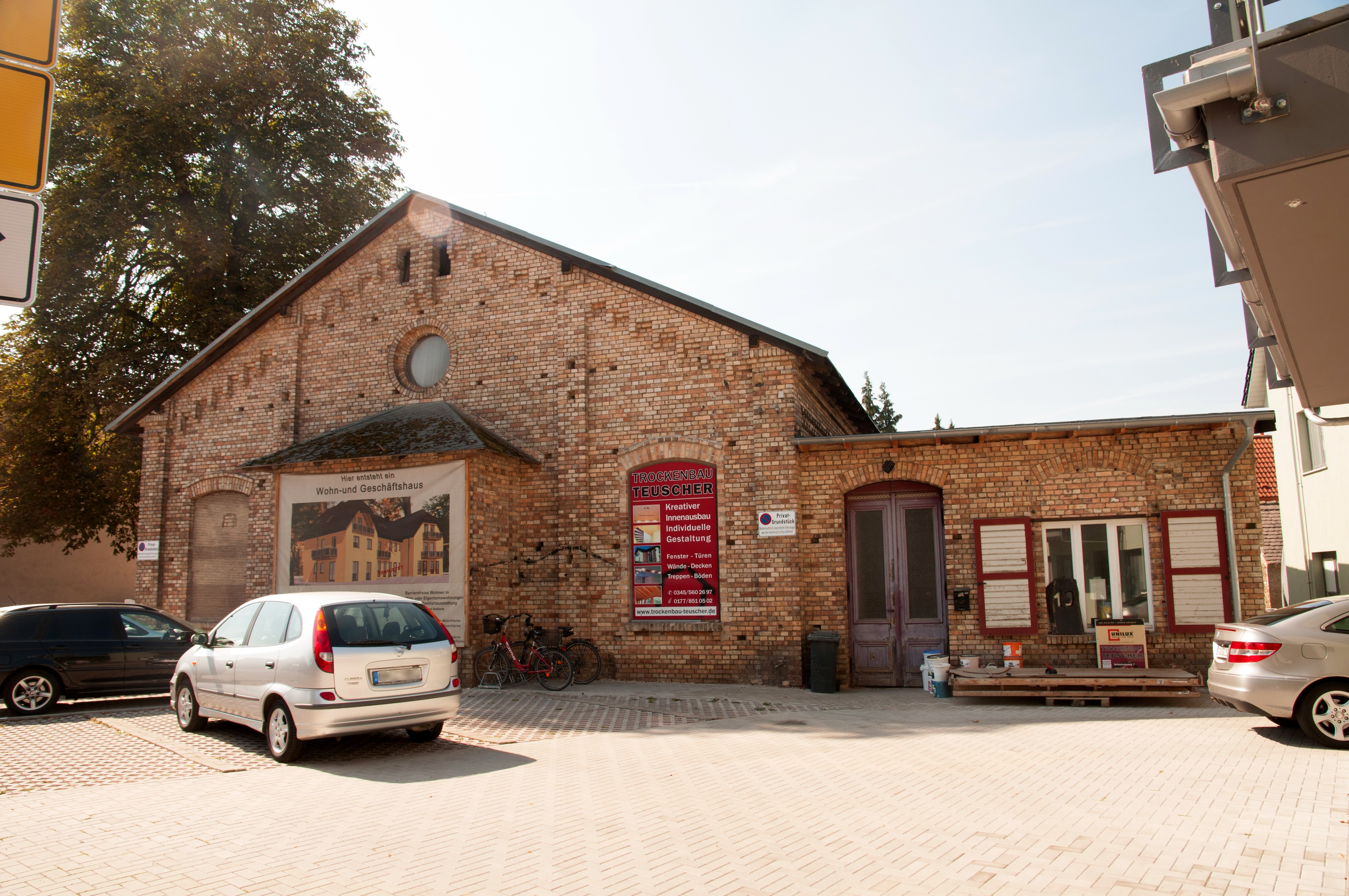
Links der Tanzsaal des ehemaligen Gasthofs Zur Nachtigall, in der Mitte der Durchgangsbau und rechts der Neubau an der Stelle des ehemaligen Gebäudes mit Schankraum

Der ehemalige Gasthof Zur Nachtigall (zeitweise auch Gasthaus Zur Nachtigall, bis 1829 Minterscher Gasthof zu Reideburg und Minterscher Gasthof zur Nachtigall zu Burg) ist ein denkmalgeschütztes Gebäude in Reideburg, einem Stadtteil Stadt Halle (Saale). Das Baudenkmal ist im örtlichen Denkmalverzeichnis unter der Erfassungsnummer 094 11535 aufgeführt.

## Geschichte
Der Gasthof „Zur Nachtigall“, der bereits in frühen Chroniken wie beispielsweise der „Dreyhauptschen Chronik“ aus dem 18. Jahrhundert von Johann Christoph von Dreyhaupt erwähnt wird, befindet sich in der heutigen Paul-Singer-Straße und bestand zur damaligen Zeit und bis Ende der 1990er Jahre aus einem Schankraum, der sogenannten „Jägerstube“, einem Tanzsaal mit Bühne und einem Gartenlokal.
Die Hochphase der Nachtigall begann im frühen 19. Jahrhundert, mit dem ersten bekannten Gastwirtsehepaar Johann Andreas Minter und seiner Frau Sophie Minter. Im Hallischen patriotischen Wochenblatt vom 15. Juni 1811 findet sich beispielsweise eine Anzeige des Gastwirts Minter für das Ausspielen eines „sehr guten Reitpferds mit Sattel und Zeug“ und am 1. Oktober 1814 eine Anzeige für das kommende Erntedankfest. Sophie Minter führte den Gasthof, nach dem Tod ihres Mannes 1828, noch bis zum April 1829, bevor sie im August 1829 selbst verstarb. Danach übernahm der bisherige Oberkellner Kühne den Gasthof. Nachdem Kühne zwischenzeitlich der Wirt des Ausflugslokals Maille in der heutigen Magdeburger Straße in Halle war, gab er die Maille 1845 auf und führte fortan nur noch die Nachtigall weiter. Ende des 19. Jahrhunderts übernahm zunächst der Gastwirt Burkhardt, später Herrmann Süsse und dann Wilhelm Winter die Nachtigall. Im Jahr 1907 berichteten die Halleschen neuesten Nachrichten vom Wirt Kersten, der den halleschen Genossen der SPD die Nachtigall für ihre Versammlungen auch „nach längerer Bedenkzeit und längerem Unterhandeln“ nicht zur Verfügung stellen wird. Eine Drohung des Redakteurs der SPD-Tageszeitung Volksblatt gegen den Wirt führte zur Verurteilung des Redakteurs „wegen Vergehens gegen den Groben-Unfug-Paragraphen“.
Im Gasthof fanden bis Ende der 1920er Jahre Volksfeste, Vogelschießen, Sternschießen, Schlachtfeste, Erntedankfeste, Kegelturniere, Fahnenweihen und insbesondere im Tanzsaal Theater, Tanzbälle, Sommernachtsbälle sowie Orchester- und Chorauftritte statt. Darüber hinaus fanden im Saal Zwangsversteigerungen statt. Der Saal diente ebenfalls als Trainingsstätte für örtliche Turn- und Sportvereine wie beispielsweise den Reideburger Radsportlern für das Kunstradfahren und als Übungsraum des Spielmannszugs des damaligen Reideburger Sportvereins. Darüber hinaus wurden die Turniere und Spiele der Reideburger Radballer, wie beispielsweise die Spiele der Meisterklasse in den 1930er und 1940er Jahren im Saal ausgetragen. Der Schankraum wurde neben dem Kneipenbetrieb auch als Vereinslokal genutzt. Nach dem Zweiten Weltkrieg fanden im Tanzsaal bis in die 1950er Jahre regelmäßig Tanzveranstaltungen mit Orchesterbegleitung statt.
Der Tanzsaal wurde in den 1960er Jahren geschlossen. Mitte der 1980er Jahre übernahm der letzte Wirt Adolf Fiedler die Nachtigall. Fiedler nutzte nach einer Renovierung der „Jägerstube“ nur noch den Schankraum, der insgesamt 50 Gästen Platz bot. Der Tanzsaal blieb geschlossen und der Außenbereich wurde nicht mehr genutzt. Die Nachtigall schloss Mitte der 1980er Jahre endgültig. Das bereits Ende 1980er Jahre baufällige Gebäude mit der „Jägerstube“ wurde Ende der 1990er Jahre abgerissen und mit einem Wohnhaus überbaut. Der Saal und der Flachbau sind bis heute erhalten und dienen einem ortsansässigen Unternehmer als Lager.

## Architektur
Der ursprüngliche Gasthof bestand aus zwei Gebäuden, die durch einen eingeschossigen Durchgangsbau verbunden waren. Die Gebäude wurden aus Klinkern im Kreuzverband sowie auf Nord- und Südseite mit einem deutschen Band errichtet. Sämtliche Türen und Fenster wurden ursprünglich als Rundbogen ausgeführt. Der Durchgangsbau ist mit einem Flachdach bedeckt, das heute nicht mehr existierende Gebäude mit Schankraum sowie der, dem damaligen Schankraum gegenüberliegende Tanzsaal, wurden mit einem Satteldach gedeckt. Der heute noch erhaltene etwa 20 Meter lange und 15 Meter breite Tanzsaal besitzt rundum etwa 2 Meter hohe Bogenfenster mit Sprossen und ein, dem Dach untergezogenes, hölzernes Tonnengewölbe. Auf der Westseite des Tanzsaals befindet sich ein halbrunder Standerker in dem sich die Bühne befindet. Auf der Ostseite befindet sich ein kleinerer eckiger Standerker mit einem halben Walmdach und zwei Bogenfenstern, über dem im Giebel ein Ochsenauge verbaut ist. Im Außenbereich befand sich ein Gartenlokal mit Kastanienbäumen.